# Trindermarsk
Trindermarsk (på tysk Trindermarsch) er navnet på en kog og et sogn på den sydlige kant af den forhenværende ø Strand, som gik under i stormfloden 1634. Sognet var 780 hektar stor og hørte administrativt under Edoms Herred. Sognet blev under stormfloden i 1362 adskilt fra hovedøen og blev først i 1456 igen forbundet med det øvrige Strand.
Trindermarsk blev første gang nævnt 1450. Før 1634 boede der i Trindermarsk henimod 300 menesker. Midtpunkt var Nikolajkirken fra 1322. Under den anden store manddrukning druknede over 100 indbyggere, kun 190 mennesker blev tilbage, 33 bygninger blev ødelagt. I 1639 blev menigheden lagt under Odebøl Sogn, kirken blev endelig nedbrudt i 1651, kirkens alter blev allerede i 1644 flyttet til det nybyggede Frederiksstad. I 1663 lykkedes det at genvinde en del af den tidligere Trindermarsk samt Evensbøl, det nuværende Trendermarskkog.
Stednavnet er frisisk og beytder den runde marsk (gammelfrisisk trind ≈ rund).